# Ricardo Andrade
Ricardo Ribeiro de Andrade (sinh ngày 22 tháng 6 năm 1977) là một cầu thủ bóng đá người Brasil thi đấu cho Pinhalnovense.

## Sự nghiệp câu lạc bộ
Anh ra mắt chuyên nghiệp tại Giải bóng đá hạng nhất quốc gia Bồ Đào Nha cho Leixões vào ngày 28 tháng 8 năm 2010 trong trận đấu trước Sporting Covilhã.
Anh ra mắt tại Giải bóng đá vô địch quốc gia Bồ Đào Nha cho Moreirense vào ngày 8 tháng 10 năm 2012, anh đá chính và đội bóng nhận thất bại 0–1 trước Marítimo.